# Salve Regina
Pour les articles homonymes, voir Salve et Régina (homonymie).

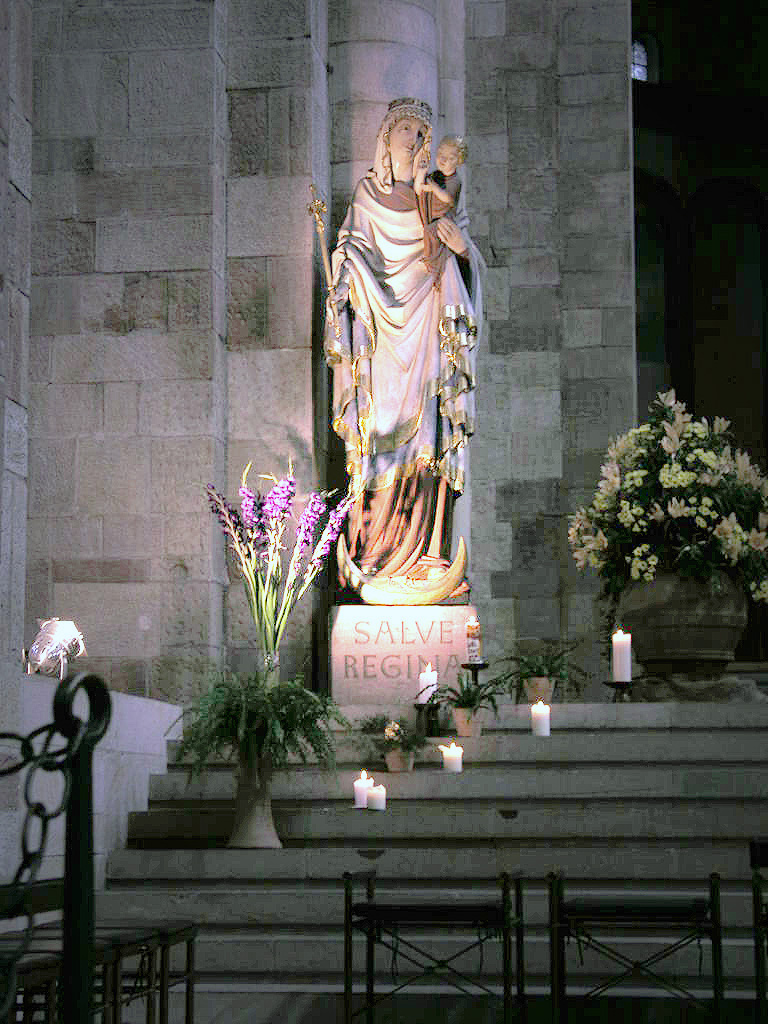
Titre en latin :
Salve Regina
Titre en francais :
Salut, ô Reine
Genre :
Antienne mariale
Auteur :
Inconnu
(sans doute collectif)
Date de composition :
Fin du XIe siècle ou début du XIIe siècle
Lieu de composition :
Aquitaine
Première mention :
1135 à Cluny
(abbaye de Cluny)
Premier concile qui concernait :
Concile provincial de Peñafiel (1302)
Approbation pontificale définitive :
Pie V
(bréviaire romain, 1568)
Mélodie actuelle :
XVIIe siècle
Variante :
Hymne national de la République corse
(Dio vi salvi Regina, 1735)
Image :
Statue de la cathédrale Notre-Dame-de-l'Assomption-et-Saint-Étienne de Spire.

L'antienne Salve Regina est une prière catholique, dédiée à la Vierge Marie. Antienne de la procession à l'origine, elle est affectée à plusieurs usages tant dans la liturgie que dans la culture. En dépit de l'utilisation officielle pour le dernier office de jour, complies ou vêpres, on la chante très souvent à la fin d'une autre célébration. Il s'agit de l'une des hymnes les plus populaires depuis le Moyen Âge, et est à l'origine d'un grand nombre de légendes.

## Texte
| latin | français |
| --- | --- |
| Salve, Regina, Mater misericordiæ, vita dulcedo et spes nostra, salve. Ad te clamamus, exsules filii Evæ. Ad te suspiramus, gementes et flentes in hac lacrymarum valle. Eia ergo, advocata nostra, illos tuos misericordes oculos ad nos converte. Et Jesum benedictum fructum ventris tui, nobis, post hoc exsilium, ostende. O clemens, o pia, o dulcis Virgo Maria ! | Salut, ô Reine, Mère de miséricorde, notre vie, notre douceur, notre espérance, salut ! Nous crions vers toi, enfants d'Ève exilés. Vers toi nous soupirons, gémissant et pleurant dans cette vallée de larmes. Ô toi, notre avocate tourne vers nous ton regard miséricordieux. Et, après cet exil, montre-nous Jésus, le fruit béni de tes entrailles. Ô clémente, ô miséricordieuse, ô douce Vierge Marie. |

## Partition

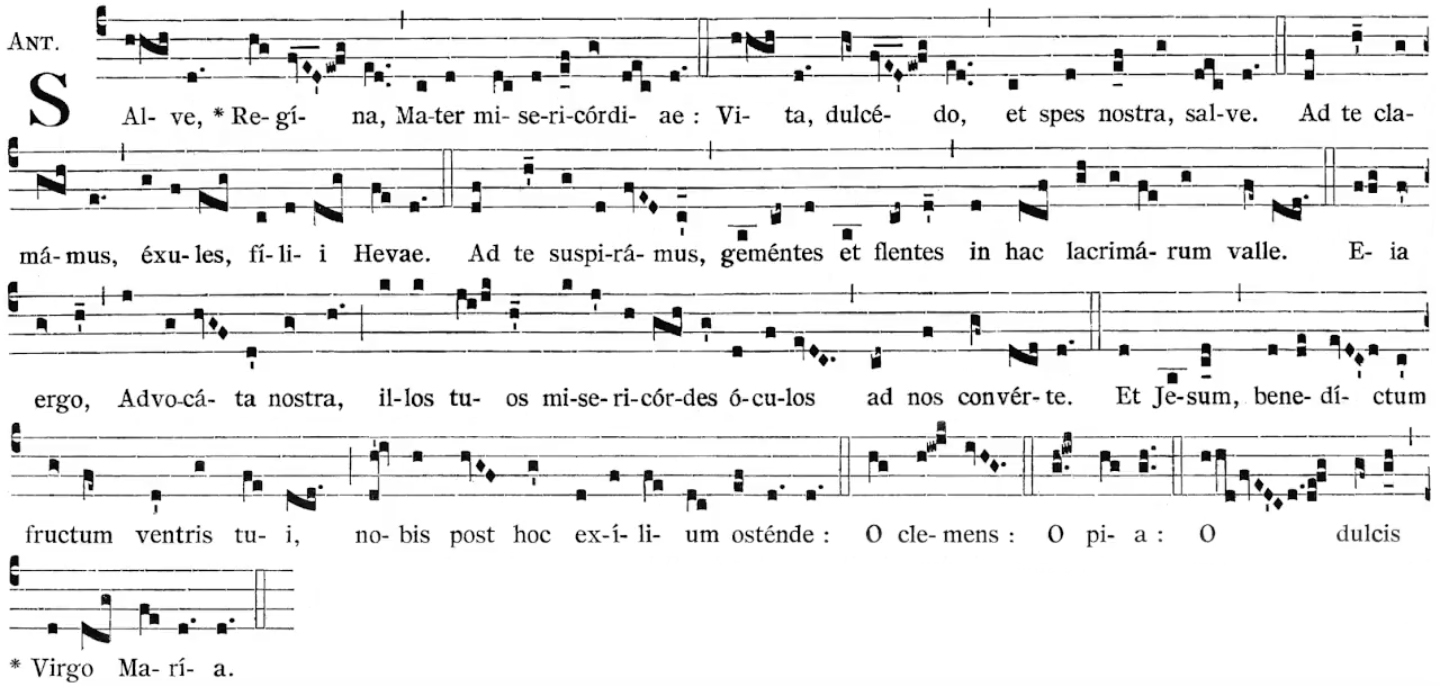

1. Salve Regina dite de ton simple en cinquième mode (XVIIe siècle) : 
voir aussi : section Origine de la mélodie actuelle
2. Salve Regina dite de ton solennel ou monastique en premier mode (XIIe siècle) :

## Historique

### Origine

#### Origine non identifiée
L'auteur de l'antienne demeure inconnu à ce jour. L'histoire de la tradition manuscrite désigne une origine liturgique non romaine. Les mélodies qui lui sont associées sont sans équivalent dans le répertoire du chant chant vieux-romain et dans le répertoire grégorien,. Le document daté le plus ancien qui mentionne l'antienne serait un  acte de l'abbaye de Cluny daté de 1135 ,.

#### Adoption importante par la deuxième réforme liturgique cistercienne auXIIesiècle
Si l'on exclut les légendes, les manuscrits les plus anciens qui contenaient ce texte ne remontent qu'au XIIe siècle. Il est probable que la partition complète la plus ancienne est celle de la bibliothèque nationale de France, Nouvelles acquisitions latines (NAL) 1412. Cet antiphonaire cistercien, qui fut copié vers 1175, accordait déjà l'antienne Salve Regina au cantique Magnificat des vêpres de plusieurs fêtes mariales : Nativité de Marie  ; Annonciation  ; Purification  ; mais aussi attribuée au Benedictus des laudes pour l'Assomption  et son octave . Usage déjà très important, car il s'agissait de l'antienne pour les deux cantiques bibliques, qui sont les plus distingués, en faveur des deux offices les plus importants. Cela signifie que cette antienne possédait une dignité supérieure dans le rite cistercien. En d'autres mots, la Salve Regina était chantée au moment du sommet de ces offices principaux.

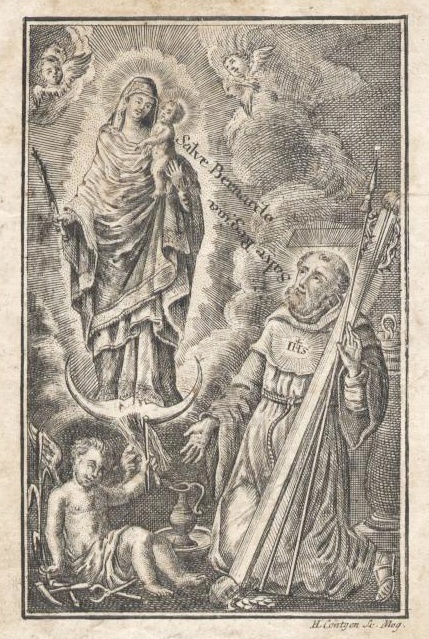
Si saint Bernard n'est pas l'auteur de la Salve Regina, il était un grand promoteur de cette hymne dans le cadre de la deuxième réforme cistercienne.
Très mécontent de la caractéristique archaïque de la première réforme selon laquelle le chant messin et l'hymne ambrosienne étaient principaux, le supérieur de l'ordre considérait que l'édition de l'abbé Harding commettait beaucoup de fautes, qui étaient, en fait, les compositions anciennes authentiques. Pourquoi cette confusion ? Au XIIe siècle, un mouvement important était né en Aquitaine avec de nouvelles pièces musicales, qui s'illustraient d'une beauté remarquable. À la suite de la décision du supérieur, qui chargea à saint Bernard le remaniement, il est normal que ce théologien n'ait pas hésité à adopter de nouvelles hymnes, belles et adaptées aux oreilles contemporaines. L'hymne Salve Regina fut intégrée dans le rite cistercien
(image : " Salve Regina " et " Salve Bernarde ", œuvre de Heinrich Hugo Cöntgen, d'après la vision légendaire de ce saint, présentée dans la bibliographie écrite vers 1182 Vita tertia de Jean l'Ermite, sans doute moine de Clairvaux,).

Les études récentes (Chrysogonus Waddell (1984/2007), et Alicia Scarcez (2011)) suggèrent que ce manuscrit est un fruit de la deuxième réforme liturgique cistercienne, à l'occasion de laquelle le supérieur de l'ordre confia la gestion au célèbre saint Bernard de Clairvaux († 1153). Au lieu des hymnes ambrosiennes archaïques adoptées par la première réforme sous l'abbé Étienne Harding († 1134), l'équipe de saint Bernard promut de nouvelles hymnes,. D'où l'attribution erronée à saint Bernard de la Salve Regina . Or, saint Bernard ne laissa aucun chef-d'œuvre de poésie.
Par ailleurs, la version cistercienne présente un texte plus ancien. Elle commence par Salve, Regina misericordiæ. Elle se terminait par O clemens o pia o dulcis Maria alleluia.

#### Indice plus ancienne de Cluny
La Salve Regina était mentionnée dans un document plus ancien. Et cela suggère que son origine était l'antienne de procession. Depuis 1135, par le décret de l'abbé Pierre le Vénérable, qui était un autre réformateur, les moines de l'abbaye de Cluny chantaient l'antienne de laquelle l'incipit était Salve Regina, lors de la procession de l'Assomption,,. À cette époque-là, ce monastère avait une immense influence, en tant que dite la seconde Rome. De nos jours, il s'agit du témoignage le plus ancien qui soit supporté par un manuscrit sûr, avec une date exacte. Il ne reste aucune partition surement conservée à Cluny, car tous ses manuscrits furent perdus à la suite de la suppression de ce monastère en 1791, à l'exception de quelques manuscrits gardés ailleurs,. Dans ces processionnaux clusiens, aucune notation ne se trouve, ce qui empêche les études. En effet, ses moines effectuaient bien cette procession de l'Assomption, par cœur, et sans support de partition.
Avec cette chronologie, plusieurs attributions doivent être écartées. Elle précise que l'exécution hypothétique, qui fut affectée à saint Bernard à la basilique Notre-Dame d'Avioth, n'était pas la création de l'hymne. Car, chez les Cisterciens, l'usage de Salve Regina ne put être intégré qu'après le décès de l'abbé Étienne Harding en 1134. La révision des livres de chant fut effectuée entre 1142 et 1147. De même, la visite de saint Bernard à la cathédrale Notre-Dame-de-l'Assomption-et-Saint-Étienne de Spire n'eut lieu qu'en 1146. Cette cathédrale avait une légende : que ce fut saint Bernard qui y ait ajouté l'exclamation Ô clemens ! ô pia ! ô dulcis,. Comme l'exclamation se trouve dans un manuscrit plus ancien, cette légende ne peut plus être supportée.
Or, il faut souligner que saint Bernard fut, pour cette hymne, un grand promoteur du XIIe siècle, en qualité de commentateur théologique le plus distingué de la Sainte Vierge dans ce siècle. D'où, pour la diffusion, le rôle des Cisterciens était vraiment important.

#### Encore trois légendes

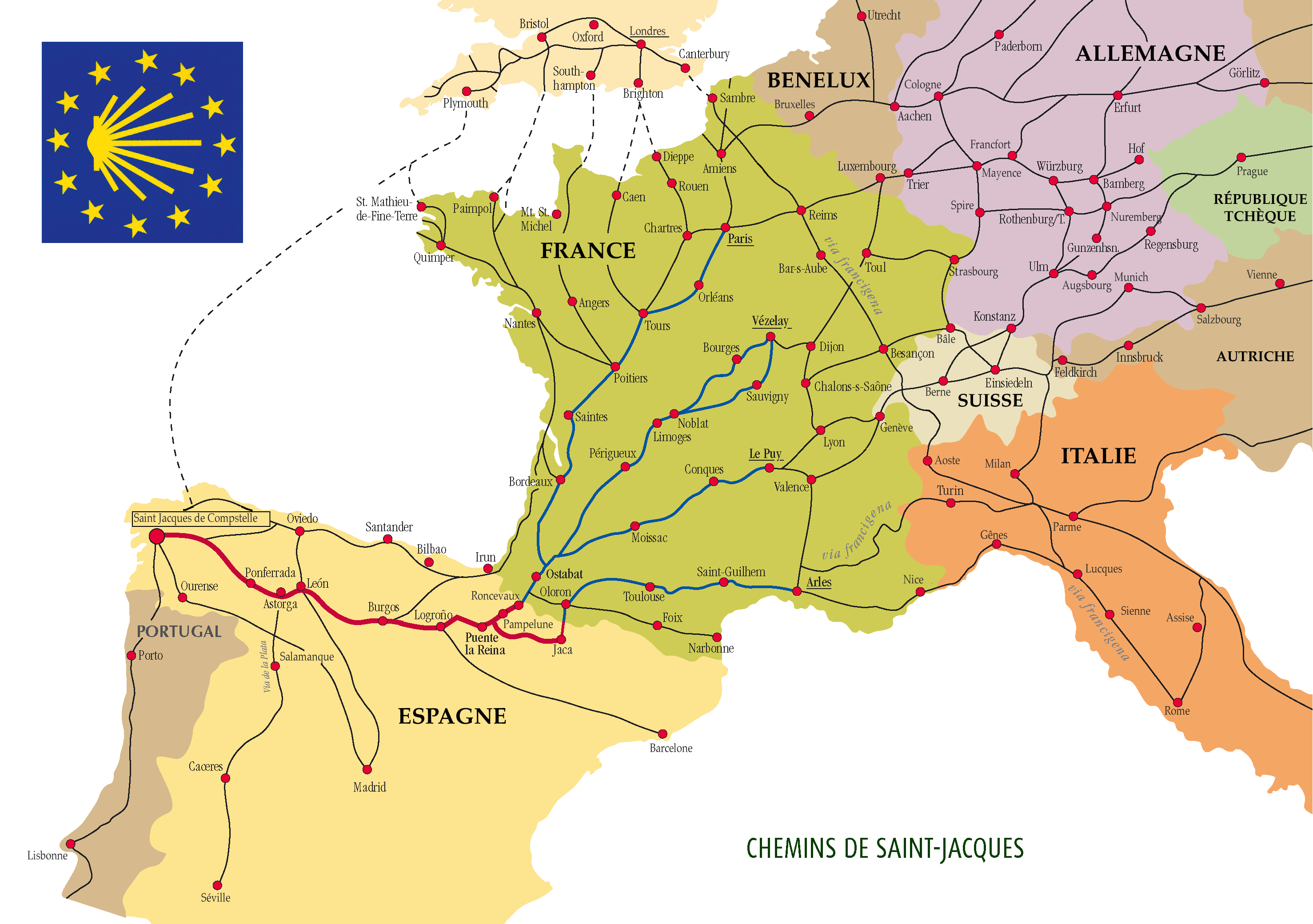
Selon les études de Friedrich Gennirich et d'Higinio Anglés puis de Colette, le chant liturgique aussi voyageait, avec les musiciens, sur le chemin de Saint-Jacques au XIIe siècle. Sans doute l'hymne Salve Regina était-elle diffusée, grâce aux religieux en pèlerinage, à partir de la région aquitaine. Il semble qu'à la suite d'une vaste diffusion sur ce chemin, ces trois légendes soient nées, en raison de pleine popularité de cette hymne. Chacun discutait toujours son auteur préféré, selon sa région, méridionale ou septentrionale.

Saint Bernard ne fut pas le seul candidat. Depuis le Moyen Âge, on discutait sur trois personnages importants pour l'auteur. Il s'agissait d'Hermann Contract, bénédictin, ainsi que de deux évêques, Pierre de Compostelle et Adhémar du Puy-en Velay.
Faute d'indices, de nos jours l'attribution pour Hermann Contract († 1054), très diffusée au XIXe siècle,, n'est plus supportée,. En réalité, l'attribution n'apparut qu'à la fin du XVe siècle dans la chronique de Jacopo Filippo Foresti pour l'année 1049,.
Ce qui reste énigmatique est celle de Guillaume V Durand, évêque de Mende, qui affecta l'auteur à Pierre (saint Pedro de Mezonzo † 1003), évêque de Saint-Jacques-de-Compostelle : « Petrus compostellanus Episcopus auctor est antiphonæ : Salve Regina  » (vers 1286),,. En 1297, Riccobaldo da Ferrara suivit cet avis dans son Historia universalis. Si en 1903 Eladio Oviedo Y Arce, théologien espagnol, avait favorisé cette attribution, sa conclusion ne fut pas acceptée. Celle-ci est étrange aux hymnes de l'Espagne de son époque tandis que la nouvelle génération de l'hymne avec la beauté de composition littéraire dont la Salve Regina était un exemple n'apparut qu'au XIIe siècle,.
Une autre légende est celle d'Adhémar de Monteil († 1098), évêque du Puy-en-Velay et grand personnage de la Croisade. En admettant que la cathédrale Notre-Dame du Puy-en-Velay dispose d'une grande plaque de laquelle le texte intégral est celui de version tridentine, cette attribution aussi manque de manuscrit définitif,,. Elle est issue de la chronique d'Aubry de Trois-Fontaines,. Il s'agissait de son écriture qui date de 1241 sur l'année 1130 : saint Bernard aurait écouté, pour la première fois, l’antiphonam de Podio (du Puy) à l'abbaye Saint-Bénigne de Dijon,. Ce qui favorise cette attribution est la continuité avec l'usage à Cluny qui peut respecter et satisfaire la chronologie.

#### Origine en Aquitaine
L'attribution pour le Puy-en-Velay, qui reste possible,, fut corrigée et précisée par Marie-Noël Colette en 1990. Elle propose l'origine issue de l'antienne aquitaine,. Pierre Grelot avait suggéré déjà, en 1977, cette origine.
En effet, le manuscrit le plus ancien de Cîteaux, qui est mentionné au-dessus, bibliothèque nationale de France NA latin 1412, se notait en neumes aquitaines. D'autres manuscrits les plus anciens aussi sont issus de l'Aquitaine, ou au moins liés à la France,.
Dans la même bibliothèque, Marie-Noël Colette redécouvrit un manuscrit qui peut être proche du prototype,. Ce manuscrit latin 944 date du XIIe siècle et était utilisé auprès de l'abbaye Saint-Géraud d'Aurillac, à cette époque-là filiale de Cluny. La composition est différente de la version cistercienne, en tant qu'antienne processionnelle, ce que Cluny précisait,. Son texte aussi était différent : notamment, au début, Salve Regina, vite dulcedo, ce qui demeure unique dans tous les manuscrits, et à la fin, O clemens, o pia, o celi Regina :
Salve regina

vite dulcedo et spes nostra salve.

[Ad te clamamus exules filii eve.]

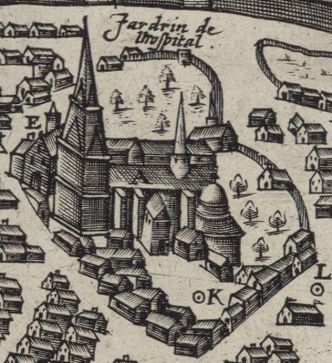
La composition musicale de ce manuscrit suggère que l'origine de la Salve Regina peut être issue du célèbre atelier de Saint-Martial. Il s'agissait du premier siège d'une véritable Nouvelle Vague des chants liturgiques, nova cantica, qui apparut au XIIe siècle. Dans ce cas, l'auteur serait collectif, moines bénédictins en anonyme, tel les compositeurs du chant grégorien. Avant les Cisterciens, de grands acteurs de la diffusion de cette hymne étaient les Bénédictins et les chanoines réguliers. Cluny, bénédictine, était la maison mère de Saint-Martial et d'Aurillac.

Ad te suspiramus gementes et flentes in hac lacrimarum valle

eia ergo advocata nostra

illos tuos misericordes oculos ad converte

et Iesum benedictum fructum ventris tui

nobis post hoc exilium ostende.

O clemens, o pia, o celi regina. Seculorum Amen.
D'après son synopsis, cette composition semblait éviter la répétition. Cela serait la raison pour laquelle le verset Ad te clamamus exules filii eve se trouve en tant qu'ajoute à la fin de la notation, mais on ignore sa raison précise. Au contraire de son texte qui renseigne peu, la composition musicale de cette version présente son origine assez vraisemblable, dans le mouvement nova cantica qui se distinguait dans toute l'Aquitaine au XIIe siècle, surtout en raison de sa composition en mode de RÉ. D'ailleurs, il est à remarquer que quelques caractères musicaux de ce manuscrit se trouvent dans des manuscrits issus du Puy, tardivement copiés. Cela suggère que l'atelier du Puy aussi avait son rôle important. D'après Marie-Noël Colette, la Croisade semble rester le motif de composition, selon son ton musical qui manifeste une situation de détresse.
En résumé, ce que ce manuscrit indique est que l'antienne de procession Salve Regina était copiée, selon la datation de celui-ci, entre 1067 et 1135. Le texte n'était pas la composition originelle, ni définitive, mais une version intermédiaire. Les caractéristiques musicales de cette version suggèrent que la composition fut certainement effectuée sous influence de l'atelier de l'abbaye Saint-Martial de Limoges. L'évolution hypothétique est :
- Le Puy-en-Velay > Cluny > Cîteaux ou
- Saint-Martial > Le Puy-en-Velay > Cluny > Cîteaux

Telles sont les études qui favorisaient l'origine de la Salve Regina entre le Puy et Saint-Martial. Depuis cela, manque de nouvelles sources, aucune identification plus détaillée ne fut obtenue.

### Usage au Moyen Âge
Rien n'était officiel au rite romain, aussi l'antienne Salve Regina était-elle utilisée avec une liberté, lors des fêtes mariales. C'étaient la Nativité de Marie et son octave, l'Annonciation, l'Immaculée Conception, la Purification de Marie, l'office votive après la Purification ou l'Assomption de Marie et son octave.
En ce qui concerne la liturgie locale et sa pratique auprès des diocèses, la première décision officielle fut celle du concile provincial de Peñafiel en Espagne, décision tenue en 1302, selon laquelle chaque église était demandée de chanter la Salve Regina après les complies,. Dans d'autres pays, la décision de ce concile n'eut pas effet immédiat pour les diocèses. Il fallait attendre la Contre-Réforme.

### Dans la culture populaire

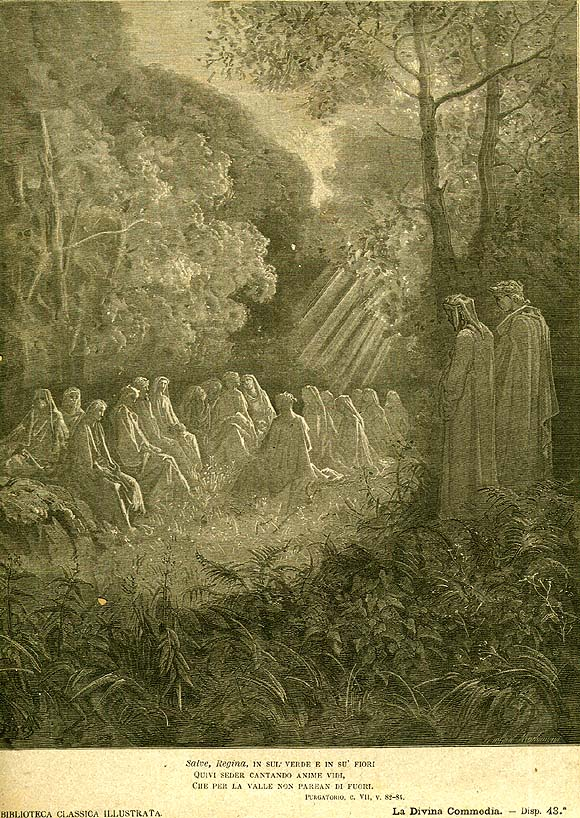
« Salve, Regina, in sul verde e'n su' fiori » (VII, 82 ; œuvre de Gustave Doré).

L'hymne Salve Regina accroissait certainement sa popularité. La bibliothèque nationale de France conserve sa traduction en langue romane. Il s'agit d'un livre artistique dont l'auteur était Matfre Ermengau  (XIVe siècle). Si cette hymne était exactement un fruit de la théologie qui avait été évoluée au Moyen Âge, son usage entra très vite dans la culture populaire,. Dans le même XIVe siècle, Dante Alighieri, quant à lui, fit une belle harmonisation entre ces deux domaines. La Divine Comédie raconte, dans le chant du Purgatoire VII, 82 : « Je vis, assises sur l'herbe et sur les fleurs, des âmes qui chantaient Salve, Regina. » . Ceux qui la chantent sont les « enfants d'Ève exilés » dans la « vallée de larmes », passage tout à fait inspiré par l'antienne.

### Premières mélodies monodiques
En ce qui concerne le chant, il est logique qu'il s'agît d'une composition solennelle, avec assez d'ornement (voir ci-dessus, Partition), en raison de ces fêtes mariales distinguées. Au Moyen Âge, on compte au moins trois versions. La version qui se trouve dans l’Antiphonaire de Hartker est utilisée pour la référence de transcription . Le livre de chant était réservé à l'abbaye de Saint-Gall, abbaye bénédictine et centre du chant grégorien. Si le manuscrit est très ancien (vers 1000), ce folio 10 est une insertion tardive du XIIe siècle ou du siècle suivant. Et il s'agit du témoignage le plus ancien de Salve Regina en trope avec trois strophes, qui reste également un seul exemple en tant qu'antienne du Magnificat pour l'Annonciation en trope. À la fin, on remarque une addition, o dulcis maria. On constate, même dans ce manuscrit, une composition successive, à partir d'un prototype. Ce que l'ordre de Cîteaux utilisait restait différent dans lequel la caractéristique de remaniement est évidente. L'abbaye de Zwettl en Autriche conserve un bon exemplaire . Chaque ordre gardait sa propre tradition. Quelques monastères en Angleterre pratiquaient une autre mélodie tandis que les Cisterciens britanniques utilisaient la version de Sarum sous influence du grégorien. On trouve une composition particulière dans le manuscrit Worcester F160, antiphonaire copié vers 1230 et annonçant déjà le Petit office, quotidien, de Sainte Marie. En bref, au contraire du chant grégorien ancien, cette antienne manquait d'uniformité. Or, il s'agissait d'un des chants de la nouvelle génération, nés dans un mouvement dynamique pour la liturgie.

### Origine des quatre antiennes mariales
Avant que les quatre antiennes mariales ne soient adoptées dans le rite romain, les Franciscains sélectionnèrent celles-ci pour leur liturgie des Heures. C'était au moment du chapitre général, qui fut tenu en 1249 à Metz, que leur décret adopta cette pratique de l’Alma Redemptoris Mater, de l’Ave Regina, de la Regina cæli et de la Salve Regina.
Avec ses études sur le rite de Sarum, Sally Harper expliquait cette évolution d'usage. Au Moyen Âge, la plupart des processions se composaient de trois étapes : I. du chœur au focal (in eundo) ; II. au focal ou centre (statio) ; III. retour au chœur (in redeundo). La dernière étape se consacrait souvent à un saint patron. À Salisbury, c'était la procession pour la Sainte Vierge, patronne de la cathédrale. Puis ces antiennes mariales, en mémoire de la Sainte Marie, devinrent communes pour d'autres usages, notamment l'office des vêpres ou des complies, avec cette fonction votive. Aussi, dans le rite de Sarum, les mêmes antiennes mariales se trouvent-elles tant dans le processionnal que d'autres livres de chant. Ainsi, un processionnal publié en 1502 contenait quatre antiennes : Salve regina, Regina cell, Nesciens mater et Ave regina celorum mater regis. Mais l'omission de rubrique dans cette partie indique que l'usage de celles-ci était plus libre. Étant donné que le rite de Sarum était un rite nouveau sous Guillaume le Conquérant, il est possible que la même évolution fût constatée auprès des établissements sur le continent, son origine.

### Question de l'autorisation par le Saint-Siège
En ce qui concerne l'approbation de l'hymne Salve Regina par les papes, l'histoire avant la Contre-Réforme demeure problématique. D'une part, il s'agissait de l'attribution par des chroniqueurs et des historiens, sans références concrètes. D'autre part, la perte et l'oubli des dossiers pontificaux étaient considérables. Surtout ceux qui étaient conservés au palais des papes d'Avignon jusqu'en 1441, y compris les documents issus de Rome, furent beaucoup perdus sans être transportés à Rome, malgré l'ordonnance d'Eugène IV. Il est normal qu'en 1713, Jean Grancolas ait présenté son doute, en révélant qu'il n'existe pas de bréviaire contenant la Salve Regina avant 1520. Ce doute était raisonnable, car à partir du XIIIe siècle, les bréviaires romains étaient assez beaucoup utilisés tant pour l'office romain que même chez les Franciscains qui n'hésitèrent pas à les adopter.
L'autorisation la plus ancienne, qui reste hypothétique, est celle du pape Grégoire IX, datée en général de 1239. D'abord, l'attribution fut effectuée tardivement par Sigonius († 1584) et par Bzovius († 1637) citant Johannes Nauclerus († 1510), sans façon critique. Charles Le Couteulx suivit vers 1690. Puis, le cardinal Prospero Lorenzo Lambertini, futur pape Benoît XIV († 1758), mentionna, dans son office des fêtes de la bienheureuse Marie Vierge, la décrétale Conquestus de Grégoire IX. Les études récentes présentent que ce cardinal-théologien Lambertini était, en tant que responsable de la Sacrée congrégation des rites, un excellent spécialiste de l'hagiographie. Cet auteur de qualité n'attribua à Grégoire IX que l'institution de fêtes mariales. Pour la Salve Regina, il manque toujours de source directe de Grégoire IX.
Une autre attribution est celle des quatre antiennes mariales à Clément VI en 1350. Plusieurs documents mentionnaient, tardivement encore, un bréviaire publié à Venise en 1521, qui présenterait le règlement de ces quatre antiphonæ finales. Tout comme le cas de Grégoire IX, il existe une grosse difficulté à identifier ce bréviaire. Ainsi en Italie, l'Institut central du catalogue unique n'enregistre aucun bréviaire romain qui eût été imprimé à Venise en 1521. S'il existe un bréviaire dominicain selon l'institut et le Breviarium de Camera secundum morem Romanæ Ecclesiæ, Venetiis 1521 présenté par quelques auteurs, aucun chercheur de nos jours ne parle de ces bréviaires. Surtout il faut remarquer qu'avant 1576, aucun bréviaire utilisé en Espagne ne contenait les quatre antiennes finales en faveur des complies. C'était singulièrement et toujours la Salve Regina qui était chantée, toute l'année aux diocèses espagnols. Aussi l'adoption des quatre antiennes n'y date-t-elle qu'après la Contre-Réforme, à la suite de la publication du bréviaire romain de Pie V en 1568.
En résumé, concernant ces deux souverains pontifes, il manque de missive originale. Il faut éviter de conclure.

### Évolution de l'usage
L'ancien usage restait encore. Ainsi, pour le tour de l'intérieur d'une église de Zurich, les Dominicains faisaient leur procession avec cette antienne. L'utilisation n'était pas par hasard, car tous les moines dominicains avaient obtenu leur privilège de l'indulgence avec la procession solennelle qui étaient effectuée après les complies,. Chant préféré, on amplifia son usage. Dans les chapelles consacrées à Sainte Vierge, c'était fréquent à l'abbaye bénédictine d'Einsiedeln : tous les samedis et toutes les fêtes mariales pendant le Carême ; les veilles des fêtes des Apôtres, de Saint-Jean-Baptiste, de l'Epiphanie, de saint Meinrad d'Einsiedeln, de saint Michel, de Sainte Croix, de la Toussaint, de l'Ascension, du Vendredi Saint et de la Nativité. Un manuscrit issu du Puy-en-Velay présente, d'ailleurs, un usage particulier à la mémoire des défunts. Il est à remarquer que la version de procession conservait un style plus ancien, avec le texte Salve, regina misericordiæ, ce qu'un manuscrit ancien indiquait.
Parmi de nombreuses antiennes mariales, celle-ci occupait un rôle particulier. On considérait que la Salve Regina possédait une force puissante contre les maux. Les Dominicains ne l'utilisait pas au début de sa fondation. Mais en constatant plusieurs miracles sur Jourdain de Saxe, l'ordre décida de l'employer pour la procession des complies. Car, à Bologne, plusieurs moines de l'ordre subissaient le mauvais esprit, à savoir diable. L'antienne chantée aux complies en procession était une arme spirituelle. De même, on priait la Sainte Vierge en chantant la Salve Regina dans l'optique d'éviter le tonnerre,. C'est-à-dire, on la chantait lorsque le danger qui menaçait les hommes évoluait, notamment dans la nuit où la peur s'amplifiait, en demandant la protection de la Notre Dame (Odon Vallet souligne que le terme latin salve possède aussi le sens salutaire dans la situation en péril, exactement telle la Croisade). Au Puy-en-Velay au XVIe siècle, on chantait cette antienne, au contraire, avec la joie, lors de l'office de none, au jour de la réveillon de la Saint-Sylvestre.

### Pratique quotidienne en polyphonie chez les confréries
La pratique de la Salve Regina se développa en particulier dans la région de Flandre médiévale. Car, à partir du XIIIe siècle, la fondation des établissements religieux dédiés à la Notre Dame était abondante. Il s'agissait surtout de l'une des premières confréries. Chaque soir et toute l'année dans leurs chapelles Notre Dame, la Salve Regina en polyphonie était chantée tant à Bruges qu'à Anvers, après les vêpres, lors d'une célébration particulière, dite Lof (ou office de Salve), et une sorte de l'Adoration. En 1362, la première confrérie mariale pratiquant la Salve Regina polyphonique fut fondée à Bruxelles, à la cathédrale Saint-Gudule. La pratique avait besoin de prêtre, de chantres, d'organiste et d'enfants de chœur, ainsi que parfois de solistes,. Ce grand office qui remarquait cette région était possible, grâce à une évolution économique qui était liée à la production de draps de haut luxe, dont les producteurs et commerçants riches étaient exclusivement les membres des confréries. Aussi la composition en polyphonie devint-elle florissante pour l'hymne Salve Regina. On constatait cette pratique encore au XVIe siècle à Anvers.
Cette pratique de l'office Salve fut introduite en Espagne dans les années 1480, sans doute sous influence de la maison de Habsbourg qui gouvernait ces deux régions différentes. Mais il est à remarquer que la chapelle royale de Castille aussi pratiquait cet office.

### Un manuscrit particulier comptant vingt-neufSalve Regina

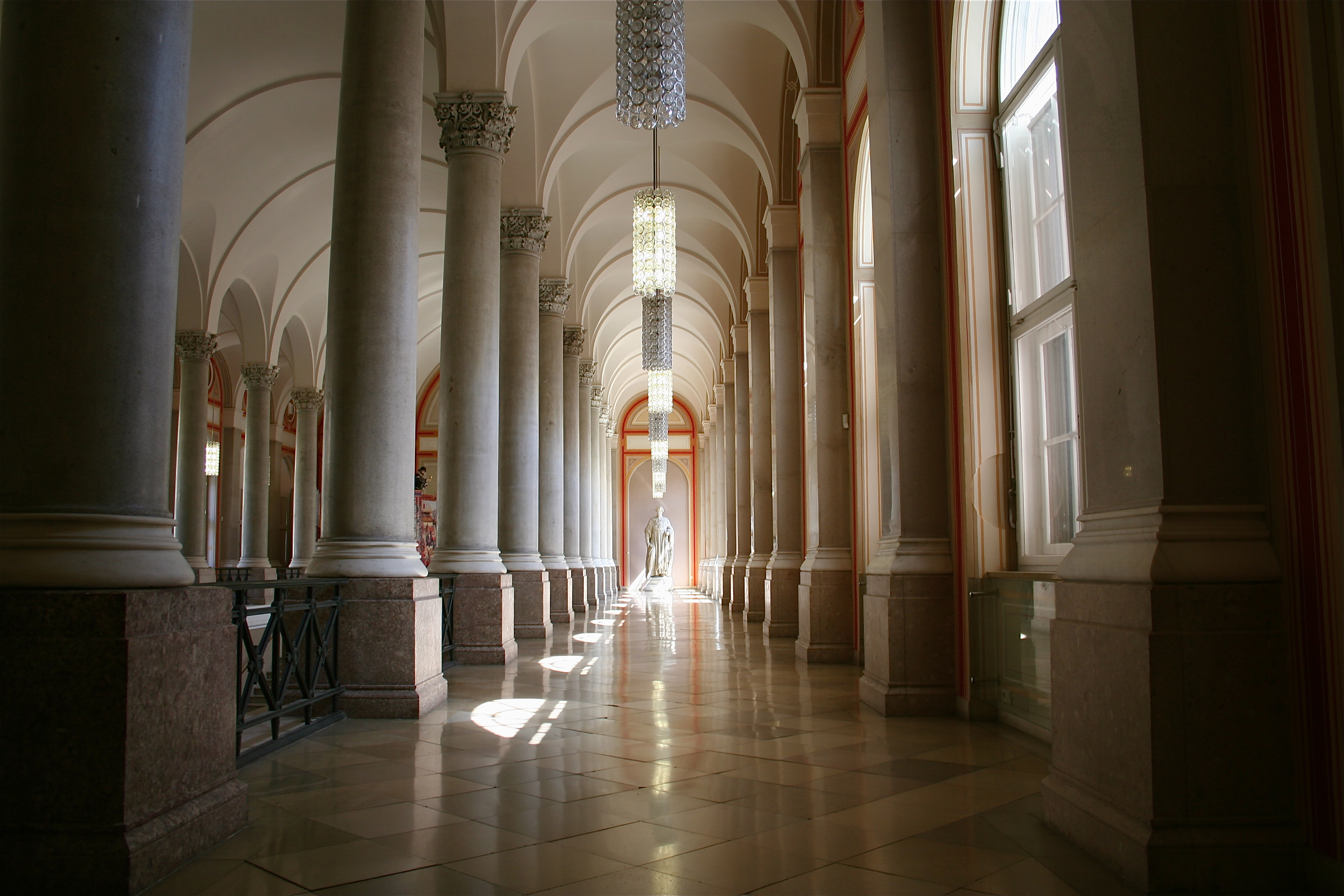
La bibliothèque de l'État de Bavière s'illustre de l'un des manuscrits les plus importants de Salve Regina, Musik 34, véritables partitions de qualité à la Renaissance.
.

En admettant que la Salve Regina soit toujours l'une des quatre antiennes mariales, elle était et est l'hymne par excellence. En effet, on ne connaît aucun manuscrit, tel celui du département de la musique 34 de la Bayerische Staatsbibliothek à Munich. Ce manuscrit se compose exclusivement de vingt-neuf Salve Regina en polyphonie. Un des quatre livres de luxe issus de célèbre atelier de Pierre Alamire qui se conservent dans cette bibliothèque, le manuscrit 34 aurait été fourni dans les années 1520. Curieusement, il n'y a pas de trace que celui-ci fût utilisé dans la liturgie. D'où, plusieurs hypothèses. Le chercheur qui avait examiné celui-ci, Aaron James, conclut en 2014 qu'il s'agirait d'un cadeau de la maison de Habsbourg en faveur du duc de Bavière Guillaume IV († 1550). En bref, c'était une anthologie, qui avait spécialement été copiée, autrement tout comme le coffret de disques compacts de nos jours. C'était donc un témoignage de la popularité de cette antienne.
Mais ce qui demeure important est qu'il s'agît d'un riche recueil des Salve Regina, composées par quinze compositeurs précisés ainsi que sept compositions anonymes, auprès de l'école franco-flamande de laquelle la maison de Habsbourg profitait pour sa cour en tant que mécénat. Vraiment riche, la première composition est le motet de Josquin des Prés. (Il est probable que, sur le folio 1v, la croix †  après le nom de Josquin signifiait que le feu compositeur était récemment décédé (1521), selon l'usage habituel de cet atelier ; donc le manuscrit rendait hommage à Josquin en plaçant son œuvre au début.) On y compte cinq motets sur six de Pierre de la Rue, qui restent uniques dans toutes les archives. De surcroît, la plupart des œuvres sont celles des compositeurs moins connus. Or, par exemple, une autre œuvre découverte de Laurentius de Vourda (ou Vorda) dont le manuscrit 34 compte deux motets Salve était sa messe pascale de laquelle le manuscrit se conserve à la Bibliothèque apostolique vaticane et issu de la chapelle Sixtine. Il semble que Jean Lebrun fût en service de la Chapelle royale sous le règne de Louis XII. Le choix des œuvres n'était pas par hasard. La variété de formes musicales est énorme, entre de simples harmonisations et des polyphonies développées et entières,. C'est un manuscrit indispensable pour l'étude.

### Dans le cadre de la Contre-Réforme
À la suite du concile de Trente, la reforme liturgique dans le cadre de la Contre-Réforme favorisa définitivement la pratique du culte marial. Car les protestants refusaient le dogme de la Mère de Dieu. Plus précisément, l'Église catholique officialisa et intégra, en 1571 avec un motu proprio de Pie V, la pratique de l’Officium Parvum Beatæ Virginis (Petit livre de l'office de la Sainte Vierge), en remplaçant les Horæ Beatæ (Beatissimæ) Mariæ Virginis. Cet office, qui contenait les quatre antiennes mariales, avait déjà été adopté dans le bréviaire romain selon le rite tridentin en 1568,. Ainsi,
l'antienne mariale Salve Regina se trouve à la page 150, à la fin des complies, dans le Breviarium romanum publié en 1674 sous le pontificat de Clément X, et qui était utilisée à la basilique du Vatican . Le texte fut, pour la première fois, fixé officiellement. En Espagne où les compositeurs étaient fidèles à la Contre-Réforme, l'effet était immédiate. Dans leurs œuvres, dorénavant le mot mater fut ajouté au début (Salve Regina, mater misericordiæ) tandis que le semper à la fin fut supprimé (O dulcis Virgo [semper] Maria), ceux qui respectaient le bréviaire de Pie V.
Le bréviaire romain de 1568 demandait, et jusqu'à celui de 1911, de chanter les antiennes finales aux vêpres au lieu des complies, si cet office était le dernier de jour,, ce qui reste la pratique jusqu'ici.
D'ailleurs, cette officialisation promut la composition du texte Salve Regina en polyphonie. Certes, avant que le rite tridentin ne soit établi, les motets selon ce texte étaient déjà nombreux. Toutefois, après cette adoption, la Salve Regina était et est officiellement en usage au Vatican. Ceux qui concernent les manuscrits les plus anciens sont ceux de la Bibliothèque apostolique vaticane issus des archives de la chapelle Sixtine : Heinrich Isaac  et Jacques Arcadelt .
À partir du XVIIe siècle, l'Église multiplia les indulgences dans l'optique de promouvoir la pratique des prières par les fidèles. Pour la Salve Regina, c'était le pape Pie VI qui leur accorda un indulgence de cent jours avec un décret daté du 5 avril 1786. Pour cela, il fallait reciter, à l'honneur de la Vierge Marie, la Salve Regina le matin ainsi que l'hymne Sub tuum præsidium le soir.
Puis la Salve Regina devint obligatoire, par un autre décret du 6 janvier 1884 de Léon XIII, à la fin de chaque messe basse. En effet, le gouvernement italien avait demandé au Vatican en 1870 de quitter la Cité léonine, ce que Pie IX avait refusé. Ces dites prières léonines y compris Salve Regina, qui avaient pour but d'obtenir la défense de la Mère de Dieu et de saint Michel, se gardaient jusqu'au concile Vatican II.

### Musiques baroque et classique
En ce qui concerne le domaine musical, l'antienne Salve Regina se caractérisait de sa richesse du répertoire de la musique baroque. Dans la liste, on compte de nombreuses compositions et c'était en principal de grands compositeurs italiens qui laissèrent les chefs-d'œuvre. Au contraire, l'époque de la musique romantique connut son déclin de composition, hormis quelques compositeurs catholiques importants tels Joseph Haydn, Franz Liszt, Charles Gounod, qui continuaient à enrichir le répertoire liturgique.

### Origine de la mélodie actuelle

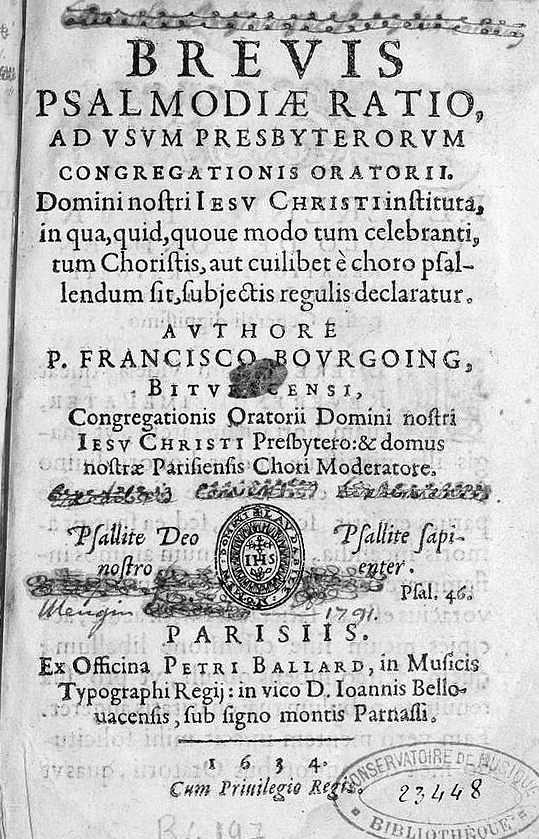
La version actuelle se trouve, avec beaucoup de similitude, dans ce recueil. Possibilité de remaniement, car la partition ne se composait que de la note courte ◇, de la note longue □ (◇ + ◇) ainsi que d'un certain nombre de signes ● et *. Il s'agissait d'un plain-chant musical, qui manquait de finesse. (La notation en usage aujourd'hui est plus sophistiquée avec plus d'articulation.)
Quelle que soit l'origine présumée, cette mélodie naquit dans le mouvement de la réforme liturgique du XVIIe siècle.

La mélodie de l'antienne Salve Regina en monodie, qui est actuellement en usage dans la liturgie , n'est pas grégorienne authentique. En 1893, la Revue du chant grégorien précisait qu'auprès de l'ordre de saint Benoît, cette mélodie était en usage au XVIIe siècle avec quelques livres de chant de la congrégation de Saint-Vanne et Saint-Hydulphe, qui était établie en Lorraine. En outre, il y eut une permission particulière de l'usage donnée par le supérieur général, laquelle était enregistrée auprès de la congrégation de Saint-Maur. Il est à remarquer que l'atelier de ce monastère était, au XVIIe siècle, un principal centre du chant néo-grégorien.
Aujourd'hui, la mélodie fut retrouvée dans un livre de chant, publié à Paris en 1634. Il s'agit d'un plain-chant musical. Ce genre, qui s'employait en mode majeur ou en mode mineur au lieu des modes grégoriens, était populaire, plus adapté aux oreilles contemporaines.
Plus précisément, le livre fut sorti à la suite d'une réforme liturgique en France sous le règne de Louis XIII. Dans cette optique, en 1611, la Société de l'oratoire de Jésus avait été fondée. L'auteur de la Salve Regina reste stricto sensu inconnu, en dépit de la couverture de ce livre de chant. En effet, il est possible que, selon l'avis d'Hardel, le vrai compositeur fût un premier maître de la Musique du Roy, dont l'identification reste impossible. Imprimé comme auteur sur la couverture, François Bourgoing, originaire de Bourges, était entré dans cet ordre le 26 novembre 1616. Lors de la deuxième assemblée générale, il avait été chargé de remanier les chants liturgiques pour son ordre. S'il est possible qu'il eût composé plusieurs œuvres, lui-même, le livre serait un fruit des remaniements. Remaniement, car sa partition est celle de plain-chant, moins musical. L'atelier de Saint-Maur peut être l'origine, avec une notation plus proche de notre partition, que l'on n'ait pas toutefois retrouvée.
Quoi qu'il en soit, il s'agissait d'une publication distinguée, étant officielle avec le privilège du roi, qui appréciait ces dits Pères au beau chant. D'où, on suppose l'influence du gallicanisme. Or, alors que l'usage de l'ancien texte Salve, Regina misericoriæ restait encore, cette version n'hésitait pas à adopter le début de texte Salve Regina, mater misercordiæ, qui était fixé en 1568 avec le bréviaire romain de Pie V,. Contemporain, mais sans doute moins liturgique. Baron Du Taya constatait que le passage Jesum benedictum qui se situe au sommet de la mélodie empêche l'inclination du corps. La version monastique est, au contraire avec les notes les plus bases, adapte à cette inclination par respect.
Il est à noter que Louis XIII vénérait exactement la Salve Regina. À la suite de la naissance du dauphin Louis, futur Louis XIV, il chargea aux religieux de reciter chaque soir les litanies de Lorette et la Salve Regina en rendant hommage à la Sainte Vierge (voir aussi ci-dessous).

### Usage actuel
Après le concile Vatican II, l'utilisation de cette antienne mariale reste dans le Calendarium Concilii Vatican II, formellement ad Completrium, pour l'office des complies.
Or, avec sa popularité, l'antienne est souvent chantée à la fin de célébration catholique, tant pour la messe que pour l'office, surtout aux vêpres. On l'exécute, tantôt à partir des premières vêpres de la fête de la Sainte Trinité jusqu'à l'office de none du samedi avant le premier dimanche de l'Avent selon la tradition, tantôt toute l'année. En effet, le calendrier pour les quatre antiennes devint de plus en plus facultatif et c'est la Salve Regina, la plus célèbre et réputée, qui reste toujours en pratique.
En mai 2021, on s'aperçut un usage illustré. Durant ce mois-ci, un cycle nommé Marathon de prière fut effectué, selon l'intention du pape François souhaitant la fin de la pandémie de Covid-19. Avec le rosaire, prié chaque soir, l'antienne Salve Regina et les litanies de Lorette étaient quasiment toujours tenues, quoique l'on chante normalement la Regina cæli d'après le calendrier liturgique. Il est vraisemblable que la lettre apostolique Rosarium Virginis Mariæ de Jean-Paul II (datée du 16 octobre 2002) donne l'explication pour cette pratique : « Comment s'étonner du besoin ressenti par l'âme, à la fin de cette prière dans laquelle elle a fait l'expérience intime de la maternité de Marie, d'entonner une louange à la Vierge Marie, que ce soit la splendide prière du Salve Regina ou celle des Litanies de Lorette ? C'est le couronnement d'un chemin intérieur, qui a conduit le fidèle à un contact vivant avec le mystère du Christ et de sa Mère très sainte » (article 37, Début et fin). Telle est l'explication théologique, donnée par le pape polonais, en faveur de la Salve Regina toujours placée à la fin de la célébration mariale.
De nos jours, l'antienne traditionnelle en monodie est si appréciée et tellement aimée (ce que le Marathon de prière révéla) que la création de la musique contemporaine avec ce texte n'est pas florissante.

## Indulgence
Le pape Pie VI dans le décret du 5 avril 1786 accordait l'indulgence de cent jours et, le dimanche, de 7 ans et autant de quarante ans à toute personne au cœur contrit qui récitait l'antienne Salve Regina le matin et le soir le Sub tuum præsidium.

## Légende de Roncevaux

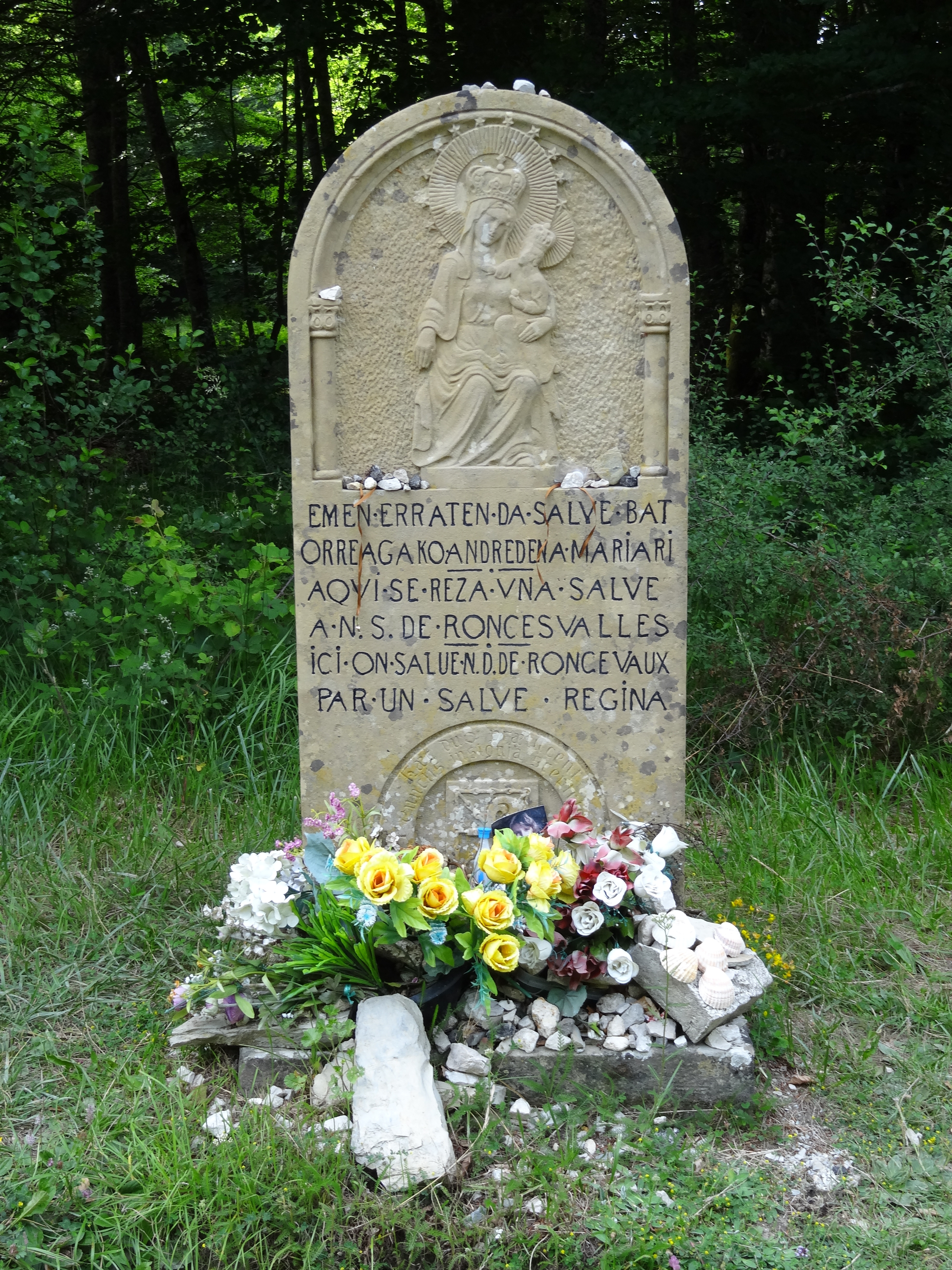
Stèle de Roncevaux, consacrée à la Salve Regina, en mémoire d'un miracle.

Le village de Roncevaux qui est situé sur le chemin de Saint-Jacques s'illustre de sa légende liée à l'hymne Salve Regina. Selon cette légende, lorsqu'un cerf à la ramure couronnée de lumière apparut dans une nuit, les anges chantaient la Salve Regina. Conduit par ce miracle, on découvrit une statue de la Vierge Marie près d'une fontaine, devenue fontaine des Anges. La collégiale royale de Roncevaux se consacre toujours à cette Mère de Dieu tandis que sa fondation coïncidait à l'apparition de l'hymne Salve Regina au XIIe siècle. Or, Élie Lambert considérait que la légende aurait été enregistrée plus tard. Il y existe donc une stèle en mémoire de cet événement. La légende évolua. Martín d'Azpilcueta († 1586), savant docteur, écrivit que les samedis, la Salve Regina était chantée dans la vallée de Roncevaux par les anges. Ce théologien distingué avait reçu l'habit de l'ordre de Roncevaux à une fête mariale, et fait un an plus tard sa profession lors de la même fête.

## Hymne national de la Corse
La Corse, de laquelle la Reine du Ciel est la patronne, adopta en 1735 officiellement l'hymne national Dio vi salvi Regina, à la suite de son indépendance. Celui-ci est issu de la Salve Regina. L'usage persiste jusqu'à présent, tant pour de grandes cérémonies religieuses, que pour de grands événements politiques ou sportifs, à la suite d'un mouvement culturel tenu dans les années 1970. La Communauté francophone des radios chrétiennes compte, pour la même raison, une émission en Corse, Radio Salve Regina.

## Usage en Amérique en traduction
Étant donné que la Vierge Marie est la sainte patronne des États-Unis et du Mexique, auprès des communautés catholiques dans ces pays, l'usage en traductions en anglais et en espagnol est historiquement fréquent. À la différence de l'hymne de la Corse, le texte ne fut jamais hymne national officiel, mais, en tant qu'hymne religieuse, celui-ci est formellement utilisé dans le domaine liturgique et la coutume religieuse, telles les funérailles. Dans le contexte historique, l'usage en Amérique latine, y compris au Mexique, fut promu par la coutume espagnole ou portugaise, notamment la pratique des œuvres en polyphonie, qui composées par de nombreux musiciens espagnols et portugais. Les cathédrales y conservent beaucoup de partitions, dont celles de compositeurs qui étaient des immigrants, tels Hernando Franco, Pedro Bermúdez, Gaspar Fernandes.
Une université privée américaine s'appelle université Salve Regina. Fondée et dirigée par les sœurs de la Miséricorde, celle-ci, dont la Vierge Marie est sainte patronne, garde sa devise Maria Spes Nostra, inspirée de l'antienne.

## Dans les beaux-arts
Dans une œuvre de Bartolomé Bermejo, Retable de la Vierge de Montserrat (vers 1485), on voit le texte de Salve Regina sur le livre porté par un moine, qui était en fait abbé Giuliano della Rovere, ancien légat pontifical à Avignon et futur pape Jules II. Les règles de l'abbaye de Montserrat, copiées vers 1500, indiquaient que cette antienne devait être exécutée chaque jour, après la messe. Aux complies, la pratique était solennellement effectuée en alternance entre le chœur et l'orgue. Cette œuvre se conserve à la cathédrale d'Acqui Terme.

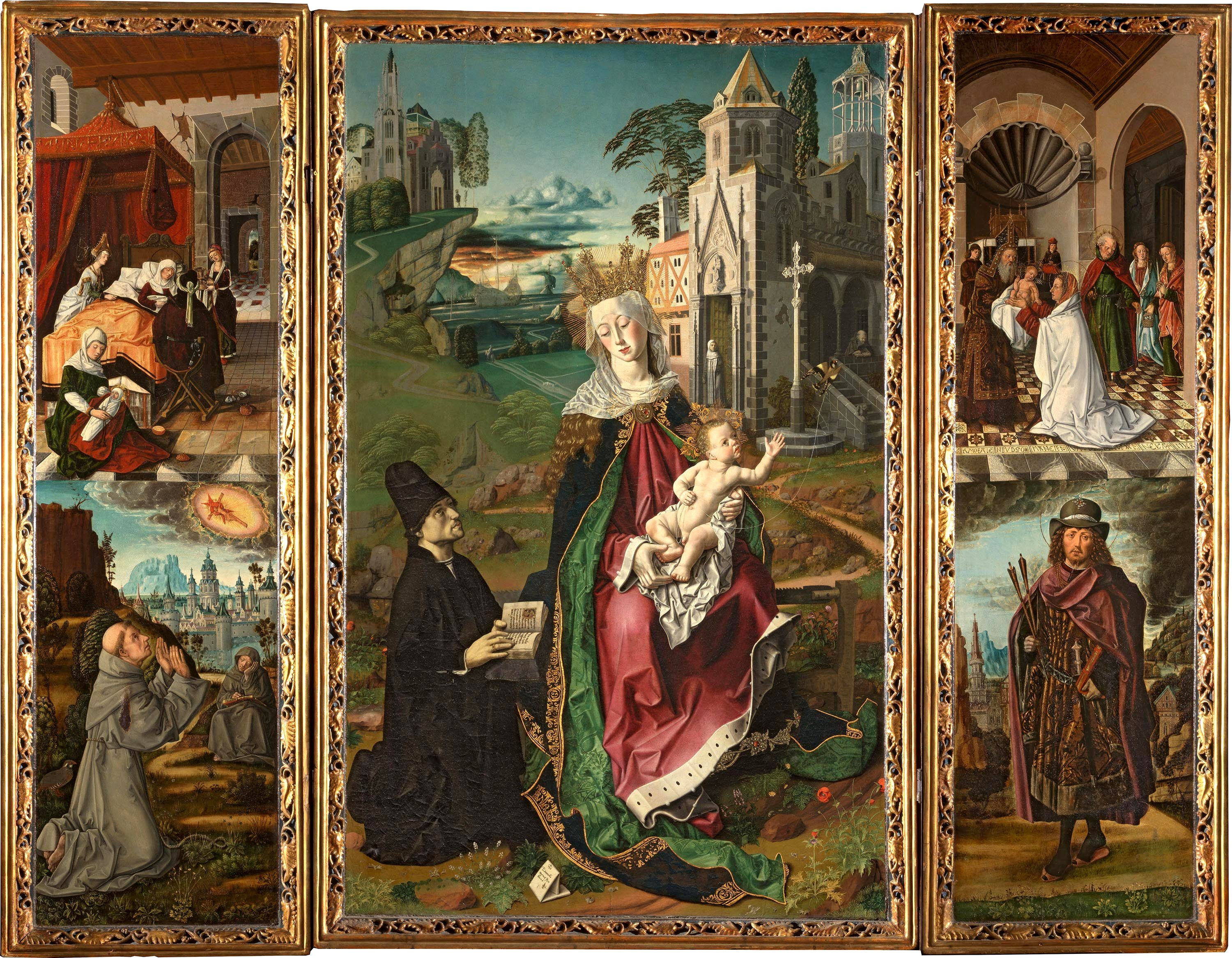
Pour obtenir l'image détaillée du texte Salve Regina avec une loupe virtuelle, voir et poser la flèche sur l'image du livre.

Goossen van der Weyden, contemporain de Bermejo, fabriqua vers 1490 le Triptyque du Salve Regina, qui dispose les textes de Salve Regina et d’Ave Maria. Le musée des Beaux-Arts de Tournai le conserve.

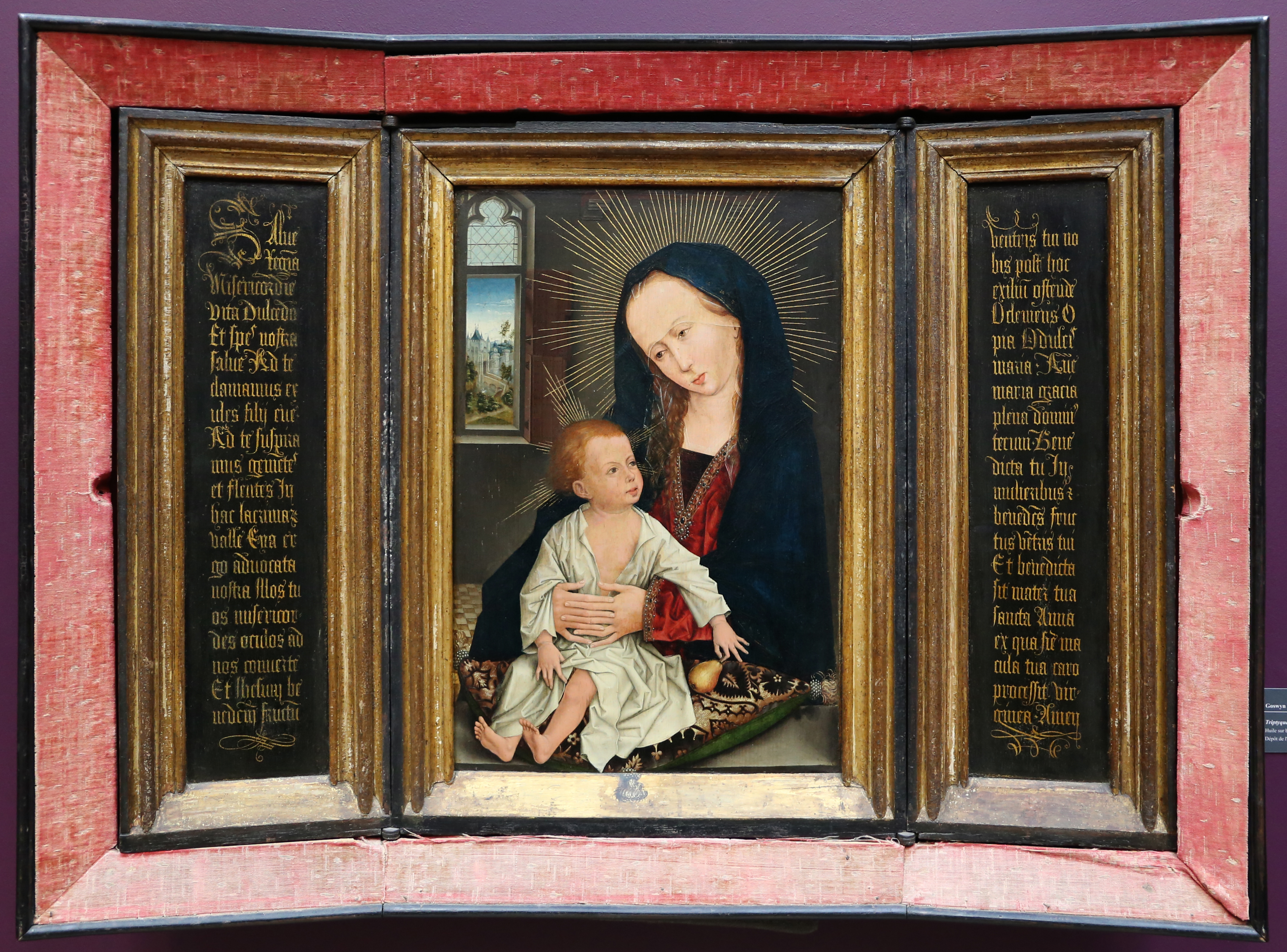

## Dans la littérature
Voir la section Dans la culture populaire.
- Le Salve Regina était tout à la fois flébile et ardent, soulevé par de si suppliantes adorations, qu'il semblait concentrer, en lui seul, l'immémorial espoir de l'humanité [...] — (J.-K. Huysmans, En route, 1895)

## Référence dans la culture populaire
Dans le film Le Gendarme et les Extra-terrestres (1979), ce chant est entonné par la chorale des sœurs dans une scène où De Funès se trouve dans le couvent (et De Funès se mettant alors à chanter à contretemps un passage du Requiem).

## Mise en musique

### À la Renaissance
- Leonel Power (vers 1380 - † 1445) : motet[113]
- John Dunstaple (vers 1390 - † 1453) : motet à 8 voix avec 8 textes[114]
- Guillaume Dufay (1397 - † 1474): motet à 3 voix[115]
- Johannes Ockeghem (vers 1420 - † 1497) : motet à 4 voix[116]
- William Horwood (vers 1430 - † 1484) : motet à 5 voix, dans le Livre de chœur d'Eton[117]
- Jean Molinet (1435 - † 1507) : motet à 5 voix[aj 5]
- Richard Hygons (vers 1435 - † vers 1509) : motet à 5 voix, dans le Livre de chœur d'Eton[117]
- Josquin des Prés (vers 1440 - † 1521) : motet à 5 voix[aj 5]
- Johannes Martini (vers 1440 - † 1497) : motet à 5 voix[118]
- Alexandre Agricola (vers 1445 - † 1506) : motet à 6 voix[119]
- Heinrich Isaac (vers 1450 - † 1517) : 
  - motet à 4 voix (I)[120]
  - motet à 4 voix (II)[121]
- Robert Wylkynson (vers 1450 - † vers 1515) : 
  - motet à 5 voix dans le Livre de chœur d'Eton[122]
  - motet à 9 voix dans le même manuscrit[123]
- Nicolaes Craen (vers 1450 - † 1507) : motet à 4 voix[aj 5]
- Matthaeus Pipelare (14... - † 15...) : motet à 5 voix[aj 5]
- Jean Lebrun (14... - † 15...?) : motet à 4 voix[aj 5] [partition en ligne]
- Pierre Reingot (14... - † 15...) : motet à 4 voix[aj 5]
- William Brygeman (14... - † 1524) : motet à 5 voix, dans le Livre de chœur d'Eton[117]
- John Hampton (14... - † vers 1521) : motet à 5 voix, dans le Livre de chœur d'Eton[117]
- John Sutton (14... - † 15...) : motet à 7 voix, dans le Livre de chœur d'Eton[117]
- Laurentius de Vourda (14... - † 15...) : 
  - motet à 4 voix (I)[aj 5]
  - motet à 4 voix (II)[aj 5]
- Walter Lambe (vers 1452 - † vers 1504) : motet à 5 voix, dans le Livre de chœur d'Eton[117]
- John Browne (vers 1453 - vers 1500) : 
  - motet à 5 voix (I), dans le Livre de chœur d'Eton[117]
  - motet à 5 voix (II), dans le même recueil[117]
- Johannes Ghiselin (vers 1455 - † vers 1510) : motet à 4 voix[aj 5]
- Robert Hacomblene (vers 1455 - † 1528) : motet à 5 voix, dans le Livre de chœur d'Eton[117]
- Jacob Obrecht (vers 1457 - † 1505) : motet à 6 voix[aj 5]
- Juan Ponce de León (vers 1460 - † 1521) : motet pour antienne mariale[124]
- Pierre de La Rue (vers 1460 - † 1518)[aj 5] : 
  - motet à 4 voix (I)[125]
  - motet à 4 voix (II)[126]
  - motet à 4 voix (III)[127]
  - motet à 4 voix (IV)[128]
  - motet à 4 voix (V)[129]
  - motet à 4 voix (VI)[130]
- Juan de Anchieta (vers 1462 - † 1523) : motet à 4 voix[131]
- Robert Fayrfax (1464 - † 1521) : motet à 5 voix, dans le Livre de chœur d'Eton[117]
- William Cornysh (1465 - † 1523) : motet à 5 voix, dans le Livre de chœur d'Eton[132]
- Pedro de Escobar (vers 1465 - † vers 1535) : motet à 4 voix[133]
- Richard Davy (vers 1465 - † 1521) : motet à 5 voix, dans le Livre de chœur d'Eton[117]
- Nicolas Huchyn (vers 1465 - † vers 1515) : motet à 5 voix, dans le Livre de chœur d'Eton[117]
- Antonius Divitis (vers 1470 - † vers 1530) : motet à 5 voix[aj 5]
- Francisco de Peñalosa (1470 - † 1528) : motet à 5 voix[72]
- Jean Richafort (vers 1480 - † 1547) : motet à 5 voix[aj 5]
- Noël Bauldeweijn (vers 1480 - † 1530) : motet à 6 voix[aj 5]
- Adame Rener (vers 1485 - † vers 1520) : motet à 5 voix[aj 5]
- Nicolas Gombert (vers 1495 - † vers 1556) : motet[bn 4]
- Hieronymus Vinders (14... - † 15...) :
  - motet à 5 voix[aj 5],[aj 12]
  - motet à 4 voix (I)[aj 5]
  - motet à 4 voix (II)[aj 5]
- Cristóbal de Morales (vers 1500 - † 1553) : 
  - motet à 4 voix[134]
  - motet à 5 voix[135]
- Heliodoro de Paiva (vers 1502 - † 1552) : œuvre en alternance entre chœur et orgue[bn 5]
- Jacques Arcadelt (vers 1507 - † 1568) : motet à 5 voix[136]
- Melchor Robledo (vers 1510 - † 1586) : antienne à 6 voix pour les strophes paires[137]
- Claude Goudimel (vers 1510 - † 1572) : motet à 12 voix[138]
- Ghiselin Danckerts (vers 1510 - † 1565) : motet[139]
- Giovanni Animuccia (vers 1520 - † 1571) : motet[140]
- Giovanni Pierluigi da Palestrina (vers 1525 - † 1594) : motet à 4 voix[141]
- Rodrigo de Ceballos (vers 1525 - † 1581) : motet à 4 voix, S20[142]
- Francisco Guerrero (1528 - † 1599) :
  - motet en alternance avec orgue[bn 6]
  - motet à 4 voix (1570)[143],[bn 6]
- Jacobus Vaet (vers 1529 - † 1567) :
  - motet à 4 voix[144]
  - motet à 5 voix[144]
  - motet à 6 voix[144],[145]
  - motet à 8 voix[144]
- Roland de Lassus (1532 - † 1594) : motet à 4 voix[146]
- Hernando Franco (1532 - † 1585) : motet pour soprano, 2 altos et ténor[147]
- Fernando de las Infantas (1534 - † vers 1610) : motet à 5 voix[72]
- William Byrd (vers 1543 - † 1623) : motet à 5 voix en double texte avec Et Jesum benedictum (1591)[148]
- Tomás Luis de Victoria (vers 1548 - † 1611)[92] :
  - antienne à 5 voix (1576)[149] [partition en ligne]
  - antienne à 5 voix (1583)[149] [partition en ligne]
  - antienne à 6 voix[149] (1572) [partition en ligne]
  - antienne à 8 voix[149] (1576) [partition en ligne]
- Francesco Soriano (vers 1548 - † 1621) : œuvre à 4 voix[150]
- Pedro Bermúdez (1558 - † 1605) : motet[151]
- Felice Anerio (vers 1560 - † 1614) : motet à 4 voix[152]
- Gregor Aichinger (vers 1565 - † 1628) : motet pour chœur à 4 voix[153]
- Claudio Monteverdi (1567 - † 1643) : 
  - motet pour 2 voix, 2 violons et basse continue, dans la Selva morale e spirituale, SV283 (1641)[154]
  - motet pour 2 sopranos ou 2 ténors et basse continue, dans la Selva morale e spirituale, SV284 (1641)[155]
  - motet à 3 voix avec basse continue, dans la Selva morale e spirituale, SV285 (1641)[156]
  - motet pour ténor et basse continue, SV327 (1625)[157]

### Musique baroque
- Asprilio Pacelli (1570 - † 1623) : motet[158]
- Paolo Tarditi (vers 1580 - † 1661) : œuvre pour soliste, double chœur et basse continue (1620)[159]
- Antoine Boësset (1587 - † 1643) : motet à 4 voix et basse continue[160]
- Alessandro Grandi (1590 - † 1630) : motet à voix unique et cordes (1621)[161]
- Juan Gutiérrez de Padilla (vers 1590 - † 1664) : motet à 8 voix[162]
- Giovanni Rovetta (vers 1595 - † 1668) : 
  - motet pour voix seule et instruments, dans les Motetti concertati, livre 3, op. 10 (1647)[163]
  - motet à 5 voix accompagné d'orgue[145]
  - motet pour 2 ténors et basse continue[145]
- Luigi Rossi (vers 1597 - † 1653) : motet à 3 voix accompagné de basse continue[164]
- Francesco Cavalli (1602 - † 1676) : cantate pour alto, ténor, basse et basse continue (1656)[165]
- Francesco Foggia (1603 - † 1688) : 
  - motet à 3 voix accompagné de basse continue (1665)[166]
  - motet à 5 voix accompagné de basse continue (1667)[167]
- Natale Monferrato (1603 - † 1685) :
  - 3 antiennes pour voix unique et basse continue (1678)[168]
- Giacomo Carissimi (1605 - † 1674) : motet à la Vierge Marie[169]
- Bonifazio Graziani (vers 1605 - † 1664) : motet pour soprano ou ténor et basse continue[170]
- Jean-Baptiste Lully (1632 - † 1687) : motet à 3 voix accompagné de basse continué, composé pour le couvent des Filles de l'Assomption[Lequel ?], LWV77/13[171]
- Alessandro Melani (1639 - † 1703) : motet à 3 voix[172]
- Marc-Antoine Charpentier (1643 - † 1704 ) :
  - œuvre pour la liturgie des Heures pour 2 sopranos, mezzo-soprano et basse continue, H.18 (vers 1673)[173]
  - œuvre pour la liturgie des Heures à 3 voix accompagnée de basse continue, H.23 (1677)[174]
  - œuvre de la liturgie des Heures pour chœur à 3 ou 4 voix avec basse continue, H.24 (1677)[175]
  - œuvre de la liturgie des Heures pour ténor solo et basse continue, dite Salve Regina de Jésuites, H.27 (vers 1680)[176]
  - œuvre de la liturgie des Heures pour haute-contre, ténor, basse, chœur à 4 voix et cordes (vers 1696), H.47[177]
- André Campra (1660 - † 1744) : motet pour soprano et basse continue (1695)[178]
- Alessandro Scarlatti (1660 - † 1725) : 4 œuvres (selon les études récentes[179] (en) )
  - motet à 4 voix a cappella, d'après manuscrit autographe (1703)[180] [partition en ligne]
  - motet pour chœur à 4 voix, 2 violons et basse continue, dans le recueil Concerti Sacri (1702)[181] [partition en ligne]
  - motet pour soprano, cordes et basse continue (vers 1715)[182]
  - motet pour soprano, alto et cordes (vers 1720)[183],[179]
- Nicolas Bernier (1665 - † 1734) : motet à 2 voix accompagné de basse continue, op. 1, n° 17 (1703)[184]
- Antonio Lotti (1667 - † 1740) : motet à 4 voix[185]
- François Couperin (1668 - † 1733) : motet pour haute-contre et basse continue[186]
- Pietro Paolo Bencini (vers 1670 - † 1755) : antienne pour alto, ténor, basse et basse continue[187]
- Louis-Nicolas Clérambault (1676 - † 1749) : motet pour haute-contre, ténor, basse, chœur d'hommes et instruments, C114[188]
- Antonio Vivaldi (1678 - † 1741) :
  - motet pour alto, 2 hautbois et cordes, RV616[189]
  - antienne pour soprano, violon solo et cordes, RV617[190]
  - motet pour alto, 2 flûtes et cordes, RV618[191]
- Francesco Durante (1684 - † 1755) : motet pour 2 basses[145]
- Georg Friedrich Haendel (1685 - † 1759) : motet pour soprano, cordes et orgue, HWV241 (1707)[192]
- Domenico Scarlatti (1685 - † 1757) : motet pour soprano, alto, basse continue et orgue[193]
- Nicola Porpora (1686 - † 1768) : œuvre pour solo et instruments (1733)[194]
- Gregor Joseph Werner (1693 - † 1766) : œuvre à 4 voix accompagnée d'orgue et d'instruments[195]
- Leonardo Leo (1694 - † 1744) : motet pour soprano, 2 violons et basse continue[196]
- Francesco Antonio Vallotti (1697 - † 1780) :
  - motet pour contralto[145]
  - motet pour soprano (I)[145]
  - motet pour soprano (II)[145]
  - motet pour soprano (III)[145]
  - motet à 4 voix[145]
  - motet à 8 voix en double chœur[145]
- Johann Adolph Hasse (1699 - † 1793) : 
  - motet pour solo et cordes[145]
  - motet pour soprano, alto et instruments (1766)[197]
- Giuseppe Carcani (1703 - † 1779) : motet à la Sainte Vierge pour soprano, alto, chœur de femmes et cordes (vers 1739)[198],[199]
- Giovanni Battista Martini (1706 - † 1784) : œuvre à 4 voix accompagnée d'instruments, dans le recueil Litaniæ atque Antiphonæ finales Beatæ Virginis Mariæ, n° 8 (1734)[200]
- Baldassare Galuppi (1706 - † 1785) : œuvre pour soprano solo et cordes (1774)[201] [manuscrit en ligne]
- Georg Reutter le jeune (1708 - † 1772) : œuvre pour alto et instruments[202]
- Giovanni Battista Pergolesi (1710 - † 1736) : 2 œuvres authentiques sur 9 attribuées auparavant[203]
  - motet pour soprano, 2 violons et basse continue, P75[204],[203]
  - motet pour soprano, 2 violons et basse continue, P76[205],[203]

### Musique classique
- Joseph Haydn (1732 - † 1809) : œuvre pour 4 voix, cordes et orgue, Hob.XXIII b:2 (1771)[206]
- Gian Francesco de Majo (1732 - † 1770) : 
  - motet pour soprano et instruments (I)[207],[145]
  - motet pour soprano et instruments (II)[208],[145]
- Johann Christian Bach (1735 - † 1782) : motet pour soprano et orchestre[209]
- Michael Haydn (1737 - † 1806) : 
  - œuvre pour chœur à 4 voix et orchestre, MH634 (1796)[210]
  - antienne mariale du Carême pour chœur à 4 voix et orchestre, MH650 (1797)[211]
- François Giroust (1737 - † 1799) : œuvre pour 4 solistes, chœur à 4 voix et orchestre[212]
- Bonaventura Furlanetto (1738 - † 1817) : motet pour voix unique et instruments[213]
- Pietro Terziani (1765 - † 1831) : motet pour soprano et orgue[214],[215]
- Felix Mendelssohn (1809 - 1847) : œuvre pour soprano solo et orchestre (1824)[216]
- Franz Liszt (1811 - † 1886) : motet pour chœur à 4 voix, LW J51 (ou R528, S66) (1885)[217]
- Charles Gounod (1818 - † 1893) : œuvre pour chœur à 4 voix (1878)[218]
- Gabriel Fauré (1845 - † 1924) : motet pour soprano solo ou ténor solo et orgue, op. 67, n° 1 (1895)[219]
- Mel Bonis (1858 - † 1937) : œuvre pour soprano, contralto et orgue[220]
- Déodat de Séverac (1872 - † 1921) :
  - œuvre pour une voix et orgue (1916)[221]
  - motet pour mezzo-soprano, cordes et orgue (1917)[221]

### Musique contemporaine
- Guy Ropartz (1864 - † 1955) : œuvre pour chœur à 4 voix et orgue (1948)[222]
- Herbert Howells (1892 - † 1983) : motet pour chœur[223]
- Francis Poulenc (1899 - † 1963) : motet pour chœur à 4 voix, FP 110 (1941)[224]
- Arvo Pärt (1935 - ) : œuvre pour chœur à 4 voix et orgue (2001)[225]
- Kaj-Erik Gustafsson (1942 - ) : motet pour chœur de voix d'hommes (1979)[226]
- Javier Busto (1949 - ) : hymne pour chœur de femmes[227]
- Olivier Latry (1962 - ) : hymne à une voix accompagnée d'orgue, en alternance avec le chant grégorien pour la cathédrale Notre-Dame de Paris (2007)[228]
- Éric Tanguy (1968 - ) : motet pour chœur de femmes ou d'enfants (2005)[229]

### MesseSalve Regina
- Giovanni Pierluigi da Palestrina (vers 1525 - † 1594) : messe à 5 voix[230]
- Pedro de Cristo (vers 1545 - † 1618) : œuvre dans les années 1580[231]
- Tomás Luis de Victoria (1548 - † 1611) : messe pour double chœur à 8 voix (1592)[232]
- Jean Langlais (1907 - † 1991) : messe pour chœur, orgue et instruments à vent (1954)[233]
- Yves Castagnet (1964 - ) : messe pour chœur à 4 voix, soprano, alto, baryton et 2 orgues (2007)[234]

### Œuvre instrumentale
- Marc-Antoine Charpentier (1643 - † 1704) : prélude pour cordes à 3, H23a (1679)[235]
- Léonce de Saint-Martin (1886 - † 1954) : méditation du premier mode pour orgue, Symphonie mariale, op. 40, mouvement n° 3 (1931)[236]

### Attribution incertaine
- John Dunstaple ou Leonel Power[237]
- Paolo Quagliati, sans doute mais attribution du XIXe siècle[145]
- Giacomo Giuseppe Saratelli, de même attribution du XIXe siècle[145]

## Manuscrits et publications anciens
- Matfre Ermengau ?, traduction de Salve Regina en langue romane (XIVe siècle), bibliothèque nationale de France manuscrit français 858 (auparavant Regius 7227) folios 246v - 247r (rubrique Salue regina enromans) [lire en ligne]
- Jean de Gerson († 1429, Lyon), Les meditations du glorieux saint Bonaventure sur le Salve Regina / translatees de latin en francoys par venerable docteur maistre Jehan Jerson / a instruction de une sienne fille espirituele[uc 9], Paris? 1480 (posthume) [lire en ligne]
— Il est à noter que l'œuvre était attribuée à saint Bonaventure de Bagnoregio († 1274, Lyon)
- Le Salve Regina en françoys fait à la louenge de la vierge Marie, Alain Lotrian, Paris vers 1535[238]
- Pierre de La Coste[239], Quatre sermons sur l'antienne " Salve Regina ", Michel Sonnius, Paris 1583[240]
— Œuvre faussement attribuée à saint Bernard de Clairvaux († 1153), puis à l'archevêque de Tolède Bernard de Sédirac († vers 1128).
- Anonyme, Le Salve Regina de Mazarin et des partisans, sans lieu 1649 [lire en ligne][241]
- François de Geronimo, Dio vi Salvi Regina, dans la Dottrina cristiana spiegata in versi, Macerata 1681[242]
- Alphonse de Liguori, Les Gloires de Marie, par le B. Alph. de Liguori, Paraphrase du " Salve Regina ", prières dévotes de plusieurs saints à la Mère de Dieu, Traduction nouvelle conforme au texte italien : 
  - tome I, A. Mames et Fils, Tours 1864[243]
  - tome II, Imprimeries-Librairies de l'Œuvre de Saint Paul, Paris 1882 [lire en ligne]

#### Notices
- Bibliothèque nationale de France :
  - Salve Regina (musique) : 
  - Salve Regina (Hermann Contract 1013 - 1051 ; attribution par erreur) :
- Académie de chant grégorien (Belgique)
  - Salve Regina Mater misericordiæ :
- Informations lexicographiques et étymologiques de « salvé »  dans le Trésor de la langue française informatisé, sur le site du Centre national de ressources textuelles et lexicales

#### Liste des manuscrits liturgiques
- Université de Budapest :

#### Liste des manuscrits musicaux
- Université de Waterloo :

#### Synopsis des mélodies grégoriennes
- Université de Ratisbonne :
  - Mélodie simplexe : 
  - Mélodie cistercienne : 
  - Anciens manuscrits :

### Articles liés
- Antienne
- Alma Redemptoris Mater, Ave Regina, Regina cæli
- Dio vi salvi Regina
- Université Salve Regina
- Codex Calixtinus